# Салехи, Атаолла
Атаолла Салехи (перс.  عطاالله صالحی‎) — иранский военачальник, генерал-майор.
Главнокомандующий армии Ирана с сентября 2005 по 2017 год. Сменил на этом посту генерал-майора Мохаммада Салими.
Окончил Военную академию Иранской армии в 1971 году в ранге лейтенанта артиллерии сухопутных сил.

## Полномочия
Салехи осуществлял прямое оперативное командование сухопутными, военно-воздушными и военно-морскими силами армии Ирана.